# Pacocha (distrito)
O distrito peruano de Pacocha é um dos 3 distritos da Província de Ilo, situada no Departamento de Moquegua, perteneciente a Região Moquegua, Peru.

## Transporte
O distrito de Pacocha é servido pela seguinte rodovia:
- PE-1SD, que liga o distrito de Samuel Pastor (Região de Arequipa) à cidade de Tacna (Região de Tacna) [1][2][3]